# شركة سابيسب
سابيسب هي شركة برازيلية لإدارة المياه والنفايات مملوكة لولاية ساو باولو . يوفر خدمات المياه والصرف الصحي للمستخدمين السكنيين والتجاريين والصناعيين في ساو باولو وفي 363 من 645 بلدية في ولاية ساو باولو ، عادة بموجب عقود امتياز مدتها 30 عامًا. توفر المياه لـ 26.7 مليون عميل، أو 60٪ من سكان الولاية. وهي أكبر شركة لإدارة المياه والنفايات في أمريكا اللاتينية. يوفر خدمات الصرف الصحي الأساسية، والتي تشمل جميع المراحل (ازالة الشوائب والمعالجة والتوزيع) وجمع مياه الصرف الصحي ومعالجتها وإعادة استخدامها. شكلت منطقة ساو باولو متروبوليتان والأنظمة الإقليمية 74.5 ٪ و 25.5 ٪ من المبيعات والخدمات المقدمة خلال السنة المنتهية في 31 ديسمبر 2004 على التوالي. توفر سابيسب أيضًا المياه على أساس مجمع للبلديات في منطقة العاصمة ساو باولو، حيث لا تقوم بتشغيل أنظمة المياه للمشغلين المحليين.
في عام 2009 ، كان لدى الشركة 15103 موظفًا لـ 7.12 مليون وصلة مياه، أي ما يعادل 2.1 موظفًا لكل 1000 وصلة، مما يشير إلى مستوى عالٍ من إنتاجية العمالة.
تأسست الشركة في عام 1973. تم تعويم أسهمها لأول مرة في بورصة ساو باولو في عام 1996. في الفترة 2002-2004 ، باعت حكومة ساو باولو حصصًا إضافية في الأسهم، بما في ذلك الإدراج في بورصة نيويورك. اليوم 49.8٪ من أسهمها مملوكة للقطاع الخاص. في عام 2006 تم تمرير قانون سمح لـها بتوسيع أنشطتها إلى ولايات برازيلية أخرى وعلى المستوى الدولي. وقد وقعت اتفاقيات تعاون في إسبانيا وإسرائيل وكوستاريكا. وفقًا لرئيسها التنفيذي، ترغب الشركة في التوسع لخدمة جميع المدن في ولاية ساو باولو.
توفر المياه لملايين السكان في ساو باولو. ومع ذلك، تواجه الشركة مشاكل مثل تسرب المياه في نظام خطوط الأنابيب الخاص بها الذي يوفر المياه للسكان.

## روابط خارجية
- باللغة البرتغالية Official Home Page